# Чикаго Беърс
„Чикаго Беърс“ (на английски: Chicago Bears) е отбор по американски футбол, състезаващ се в Северната дивизия на Националната футболна конференция на Националната футболна лига.
Срещите си играят на Солджър Фийлд в Чикаго, Илинойс, а офисите им се намират в Лейк Форест, Илинойс.
Беърс са един от основателите на НФЛ. Създадени са в Дъкейтър, Илинойс през 1919 г. като фирмен отбор на A. E. Staley – компания, занимаваща се с производството на нишесте. През 1921 г. се преместват в Чикаго и играят под името „Чикаго Стейлис“. Когато Джордж Халас купува отбора през 1922 г., ги преименува на „Чикаго Беърс“.
През 1921 г. започва едно от най-големите съперничества в професионалните спортове в САЩ – между „Беърс“ и „Грийн Бей Пакърс“. Изиграни са 204 срещи, като съотношението е 103–95–6 в полза на „Грийн Бей“. В плейофите двата отбора са се срещали 2 пъти – през 1941 (победа за „Беърс“) и през 2011 г. (победа за „Пакърс“).
„Чикаго“ доминират в ранните години на НФЛ и печелят 8 титли до обединението с Американската футболна лига (АФЛ) през 1970 г. След това печелят само още 1 титла през 1985 г.
„
Беърс“ са отборът с най-много победи в цялата история на НФЛ. На 18 ноември 2010 г. постигат победа номер 700.

## Факти
- Основан: през 1919
- Основни „врагове“: Грийн Бей Пакърс
- Носители на Супербоул: (1) 1985
- Шампиони на НФЛ: (8) 1921, 1932, 1933, 1940, 1941, 1943, 1946, 1963
- Шампиони на конференцията: (4)
  - НФЛ Запад: 1956, 1963
  - НФК: 1985, 2006
- Шампиони на дивизията: (18)
  - НФЛ Запад: 1933, 1934, 1937, 1940, 1941, 1942, 1943, 1946
  - НФК Център: 1984, 1985, 1986, 1987, 1988, 1990, 2001
  - НФК Север: 2005, 2006, 2010, 2018

Участия в плейофи: (26) НФЛ: 1932, 1933, 1934, 1937, 1940, 1941, 1942, 1943, 1946, 1950, 1956, 1963, 1977, 1979, 1984, 1985, 1986, 1987, 1988, 1990, 1991, 1994, 2001, 2005, 2006, 2010, 2018, 2020